# Dan Levy
Daniel Joseph Levy CM (nascido em 9 de agosto de 1983) é um ator e cineasta canadense. Ele começou sua carreira como apresentador de televisão na MTV Canadá. Ele recebeu destaque internacional e elogios da crítica por estrelar como David Rose na sitcom da CBC Schitt's Creek (2015–2020), que ele co-criou e co-estrelou com seu pai, Eugene Levy.
Por produzir, escrever, dirigir e atuar na temporada final de Schitt's Creek, Levy se tornou a primeira pessoa a ganhar o Primetime Emmy Award em todas as quatro principais categorias de atuação de comédia em um único ano. Seu trabalho no programa também lhe rendeu quatro Canadian Screen Awards e 18 indicações, entre outros prêmios.

## Juventude
Levy nasceu em Toronto, Ontário, filho de Eugene Levy e Deborah Divine. Seu pai é judeu e sua mãe é protestante. Levy teve um Bar Mitzvá e sua família comemora o Natal e o Hanukkah. Ele cursou o ensino médio no North Toronto Collegiate Institute e mais tarde estudou produção de filmes na Universidade Iorque e na Universidade Ryerson.

## Carreira

### 2006–2012: primeiros trabalhos
Levy começou sua carreira como um dos sete co-apresentadores originais da agora extinta série principal da MTV Canadá, MTV Live. Ele ganhou destaque como co-apresentador (com Jessi Cruickshank) do The After Show da MTV Canadá e suas diversas encarnações, como The Hills: The After Show e The City: Live After Show. Os programas também foram transmitidos ocasionalmente nos Estados Unidos.
Após o cancelamento do The After Show e a saída de Cruickshank, Levy escreveu, produziu e estrelou seu próprio especial de Natal para a MTV, Daniel Levy's Holi-Do's & Don'ts . Ele também foi co-apresentador do tapete vermelho do MTV Movie Awards, do pré-show do X-Factor e da cobertura nacional dos Jogos Olímpicos de Inverno de Vancouver 2010 para a CTV. Ele também correu uma etapa do revezamento da tocha olímpica. Ele deixou a MTV Canadá em 2011, após cinco anos na rede.
Como ator, ele apareceu em um arco de história de quatro episódios da série de TV canadense Degrassi: The Next Generation, que estreou como um telefilme chamado Degrassi Goes Hollywood. Em seu arco Degrassi, ele interpretou um produtor de cinema que contrata Paige Michalchuk como protagonista de um novo filme dirigido pelo ator Jason Mewes. Ele também apareceu no thriller de 2012 Cyberstalker, e no filme de comédia dramática de 2013, Admission, estrelado por Tina Fey e Paul Rudd.

### 2015–2020:Schitt's Creek
Em 2015, Levy formou a Not a Real Company Productions (com seu pai Eugene Levy e os diretores Andrew Barnsley e Fred Levy). Seu primeiro projeto foi um piloto de televisão com a CBC, que resultou em Schitt's Creek. Levy estrelou a série ao lado de seu pai, a irmã Sarah Levy, Catherine O'Hara, Annie Murphy e Chris Elliott. Schitt's Creek foi a primeira série de televisão da Not a Real Company Productions. Levy falou publicamente sobre a representação da pansexualidade por seu personagem, dizendo: "Acho que em certas partes da América, a ambigüidade sexual de David era um grande ponto de interrogação. (Mas) eram questões como essa que considero bastante emocionantes."
Por seu trabalho em Schitt's Creek, Levy foi indicado a vários prêmios, incluindo vários Canadian Screen Awards por roteiro e atuação, ganhando os prêmios de Melhor Série de Comédia, Melhor Roteiro em Programa ou Série de Comédia em 2016 e Melhor Série de Comédia em 2019. Em 2019, a série foi indicada ao Primetime Emmy Award de Melhor Série de Comédia. Em março de 2019, Levy anunciou que a série foi renovada para uma sexta e última temporada, e disse que a decisão de encerrar a série após a sexta temporada em seus próprios termos criativos foi um "raro privilégio".
Em julho de 2017, foi anunciado que Levy seria o apresentador do The Great Canadian Baking Show com Julia Chan, que teve sua estreia em 1º de novembro na CBC. Em 30 de outubro, John Doyle do The Globe and Mail criticou o primeiro episódio do programa em uma crítica, incluindo uma crítica à "estranheza" de Levy enquanto atuava como apresentador. Embora reconhecendo a importância das críticas na mídia, Levy chamou o uso da palavra estranheza de "ofensivo, irresponsável e homofóbico". A editora pública do The Globe, Sylvia Stead, publicou uma declaração em 9 de novembro explicando que "o Sr. Doyle não sabia que o Sr. Levy era gay e usou o termo para significar preciosidade". Ela também reconheceu que, apesar do dicionário não definir "estranho" como um insulto, "precisamos compreender não apenas o contexto das palavras, mas como elas evoluem e são vistas por comunidades que podem ser justamente sensíveis a uma gama de significados". Levy e Chan retornaram como apresentadores da segunda temporada da série, que estreou em setembro de 2018. Em março de 2019, Levy anunciou via X (antigo Twitter) que ele e Chan não retornariam como apresentadores da terceira temporada da série, citando conflitos de agendamento.
Em maio de 2019, ele foi o palestrante principal no festival anual de culinária do The Infatuation, EEEEEATSCON.
Em junho de 2019, para marcar o 50º aniversário da rebelião de Stonewall que desencadearam o início do movimento moderno pelos direitos LGBTQ, a Queerty nomeou-o um dos "indivíduos pioneiros do Pride50 que garantem ativamente que a sociedade continue caminhando em direção à igualdade, aceitação e dignidade para todas as pessoas queer".
Em janeiro de 2020, ele e seu pai, Eugene Levy, foram apresentadores convidados do The Ellen DeGeneres Show, substituindo Ellen enquanto ela tirava um dia de folga. Eles realizaram muitas das atividades normais de apresentador, incluindo entrevistar os colegas do elenco de Schitt's Creek, Catherine O'Hara e Annie Murphy.
Em julho de 2020, Schitt's Creek foi indicado a 15 Primetime Emmy Awards por sua temporada final, com Levy ganhando Melhor Série de Comédia, Melhor Ator Coadjuvante em Série de Comédia, Melhor Roteiro em Série de Comédia e Melhor Direção em Série de Comédia. Tornou-se a primeira série de comédia a vencer as quatro principais categorias de atuação em um único ano, a primeira série de comédia ou drama a ganhar todos os sete prêmios principais em um único ano e a comédia mais premiada em um único ano, batendo o recorde de  The Marvelous Mrs. Maisel. Levy também se tornou a primeira pessoa a ganhar um prêmio nas quatro principais disciplinas em um único ano.

### 2020 – presente: Pós-Schitt's Creek
Em agosto de 2020, Levy se inscreveu e começou a promover o Massive Open Online Course (MOOC) individualizado de 12 semanas, "Canadá Indígena", apresentado pelo Dr. Tracy Bear (Montreal Lake First Nation) e Dr. Paul Gareau (Métis e Franco-canadense) da Universidade de Alberta. Levy também organizou doze entrevistas ao vivo com os instrutores do curso e palestrantes convidados semanais para discutir tópicos relacionados a cada um dos 12 módulos do curso. Levy disse em um tweet em 15 de novembro de 2020, que as discussões semanais eram "nada menos que transformacionais". Levy também incentivou os seguidores e participantes do curso a doarem para a Faculdade de Estudos Nativos da Universidade de Alberta, a única faculdade desse tipo na América do Norte, prometendo igualar as doações de até US$ 25.000.
Em setembro de 2020, Levy estrelou ao lado de Bette Midler, Kaitlyn Dever, Sarah Paulson e Issa Rae no telefilme da HBO Coastal Elites. O projeto foi filmado remotamente e focado na vida de cinco indivíduos que navegavam na pandemia de COVID-19.
Em 6 de fevereiro de 2021, Levy apresentou o Saturday Night Live com a musicista indicada ao Grammy Phoebe Bridgers como convidada musical.
Em setembro de 2019, Levy assinou um contrato de três anos com a ABC Signature. Em setembro de 2021, foi anunciado que Levy havia assinado um acordo geral com a Netflix para escrever e produzir conteúdo com roteiro para filmes e TV.

## Vida pessoal
Levy divide seu tempo entre Toronto e Los Angeles, embora tenha dito que Londres é sua "cidade favorita" depois de ter morado lá em 2005.
Ele inicialmente evitou rotular publicamente sua orientação sexual, embora em uma entrevista de 2015 com Flare ele tenha sido chamado de "um membro da comunidade LGBT". Em uma entrevista de 2020 com Andy Cohen, Levy disse que ele é "obviamente gay" e está assumido desde os 18 anos.

## Filmografia

### Film
| Ano  | Título           | Personagem                 | Notas                               |
| ---- | ---------------- | -------------------------- | ----------------------------------- |
| 2013 | Admission        | James                      | Creditado como Daniel Joseph Levy   |
| 2014 | Stage Fright     | Repórter de entretenimento |                                     |
| 2017 | Robot Bullies    | Robô 1                     | Curta-metragem                      |
| 2020 | Happiest Season  | John                       |                                     |
| 2023 | Haunted Mansion  | Vic                        |                                     |
| 2025 | The Smurfs Movie |                            |                                     |
| TBA  | Good Grief       | Marc Dreyfus               | também diretor, escritor e produtor |

### Televisão
| Ano       | Título                             | Personagem                     | Notas                                                        |
| --------- | ---------------------------------- | ------------------------------ | ------------------------------------------------------------ |
| 2006–2010 | The Hills: Live After Show         | Ele mesmo/Apresentador         | Também escritor e produtor                                   |
| 2006–2011 | MTV Live                           | Ele mesmo/Apresentador         |                                                              |
| 2009      | Degrassi Goes Hollywood            | Robbie                         | Telefilme                                                    |
| 2010      | Daniel Levy's Holi-Do's & Don'ts   | Ele mesmo                      | Especial de televisão Também escritor e produtor             |
| 2012      | 'Cyberstalker                      | Jack Dayton/Homem Desconhecido | Telefilme; Creditado como Daniel Levy                        |
| 2015      | Canada's Smartest Person           | Ele mesmo/Juiz                 | Episódio #2.6                                                |
| 2015–2020 | Schitt's Creek                     | David Rose                     | 80 episódios Também co-criador, escritor, diretor e produtor |
| 2017–2018 | The Great Canadian Baking Show     | Ele mesmo/Apresentador         | 16 episódios                                                 |
| 2018      | Modern Family                      | Jonah                          | Episódio: "A Sketchy Area"                                   |
| 2019      | The Kacey Musgraves Christmas Show | Narrador                       | Telefilme                                                    |
| 2020      | Dishmantled                        | Ele mesmo/Juiz                 | Episódio: "Holy Schitt!"                                     |
| 2020      | Coastal Elites                     | Mark Hesterman                 | Telefilme                                                    |
| 2021      | Saturday Night Live                | Ele mesmo/Apresentador         | Episódio: "Dan Levy/Phoebe Bridgers"                         |
| 2021      | Q-Force                            | Chasten (voz)                  | Episódio: "WeHo Confidential"                                |
| 2022      | The Big Brunch                     | Ele mesmo/Apresentador         | também criador e produtor executivo                          |
| 2023      | Sex Education                      | Sr. Molloy                     | Temporada 4                                                  |
| 2023      | The Idol                           | Benjamin                       | Papel recorrente                                             |

### Vídeo musical
| Ano  | Título                    | Artista        | Personagem             |
| ---- | ------------------------- | -------------- | ---------------------- |
| 2005 | "Behind These Hazel Eyes" | Kelly Clarkson | Convidado do casamento |